# Eupelmus caridei
Eupelmus caridei is een vliesvleugelig insect uit de familie Eupelmidae. De wetenschappelijke naam is voor het eerst geldig gepubliceerd in 1917 door Brèthes.